# Gerhard Petschelt
Gerhard Petschelt

Link zum Bild

Gerhard Petschelt (* 3. März 1911 in Riegel, Landkreis Neumarkt; † 8. Dezember 1979 in Bochum) war von 1952 bis 1976 Oberstadtdirektor von Bochum.
Der promovierte Jurist und Sozialdemokrat war in der Zeit von 1948 bis 1952 Stadtdirektor in Bochum. Er wurde am 24. Januar 1952 zum Oberstadtdirektor ernannt und blieb es für 24 Jahre. In dieser Zeit setzte er sich unter anderem stark für den Bau der Ruhr-Universität Bochum ein. Von 1968 bis 1971 war er auch Aufsichtsratsvorsitzender der Vereinigte Elektrizitätswerke Westfalen (VEW). Am 15. März 1976 schied er mit 65 Jahren aus dem Amt des Oberstadtdirektors aus.
Petschelt bekam 1966 den Ehrenring der Stadt Bochum. Ihm wurde 1976 die Ehrenbürgerschaft der Stadt Bochum verliehen. Ebenso wurde ihm die Ehrenbürgerschaft der Ruhr-Universität verliehen. Im Jahr 1990, zum 25-jährigen Bestehen der Universität, wurde die Brücke vom „Uni-Center“ zum Campus (allgemein als Uni-Brücke bekannt) als Dr.-Gerhard-Petschelt-Brücke benannt. Ein Schild gegenüber der Verwaltung erinnert an Petschelt.